# Cowra
Cowra är en ort i Australien. Den ligger i kommunen Cowra och delstaten New South Wales, i den sydöstra delen av landet, omkring 230 kilometer väster om delstatshuvudstaden Sydney. Antalet invånare är 6 795.
Runt Cowra är det mycket glesbefolkat, med 4 invånare per kvadratkilometer.. Det finns inga andra samhällen i närheten.
Trakten runt Cowra består till största delen av jordbruksmark. Genomsnittlig årsnederbörd är 792 millimeter. Den regnigaste månaden är februari, med i genomsnitt 156 mm nederbörd, och den torraste är oktober, med 32 mm nederbörd.